# Pfadfinderbund Großer Jäger
Der Pfadfinderbund Großer Jäger ist ein seit 1958 unabhängiger bündischer Pfadfinderbund, der seine Wurzel in dem 1945 gegründeten Stamm Großer Jäger des BDP hat. Er ist parteipolitisch und konfessionell nicht gebunden und besteht heute aus fünf Stämmen in Nordhessen, Südniedersachsen und Münster mit insgesamt etwa 160 Mitgliedern. Er war maßgeblich an der Gründung des Ringes junger Bünde beteiligt und gehörte ihm bis 2013 an.

## Geschichte

### 1945 bis 1949: Stamm Großer Jäger
Im Dezember 1945 erhielt Sigurd Sürth (Fahrtenname Teifi) von der amerikanischen Besatzungsbehörde die Lizenz zur Gründung einer Pfadfindergruppe im Landkreis Wolfhagen. In den folgenden Jahren gründete er zahlreiche Sippen in Nordhessen, deren Führung er an andere abgab, sobald sich geeignete Sippenführer fanden. So entstand der Stamm Großer Jäger, der dem BDP-Hessen seit dessen Gründung angehörte. Auch eigenständig gegründete Pfadfindergruppen aus Hofgeismar und Hann. Münden schlossen sich in den folgenden Jahren dem Stamm an, so dass seine Mitgliederzahl schnell wuchs. Mit der Gründung der ersten Sippen in Kassel Anfang 1948 hatte der Große Jäger im Wesentlichen sein späteres Verbreitungsgebiet gefunden.
Im Sommer 1948 trat der Stamm Großer Jäger „aus Protest gegen scoutistische und militaristische Tendenzen in der neu entstandenen Pfadfinderbewegung“ aus den Deutschen Pfadfindern (einer Vorläuferorganisation des Bundes Deutscher Pfadfinder) aus und gründete den „Jungenbund Großer Jäger“.
Der Große Jäger wurde in seiner Gründungsphase vor allem durch zwei Personen geprägt, die bereits vor 1934 in der Jugendbewegung aktiv gewesen waren: Sigurd Sürth hatte zunächst dem DPB-Berlin angehört, später war er Mitglied des Stammes Großer Jäger der Freischar. Franz Mollwo (Fahrtenname Teddy) kam aus Hamburg und hatte vor 1934 mit seiner Sippe nacheinander dem Nerother Wandervogel und der Jungenschaft Trucht bzw. Jungentrucht angehört.

### 1949 bis 1958: Gau Großer Jäger im BDP
Mit der Trennung von dem bisherigen Stammes- bzw. Bundesführer Teifi Anfang 1949 entschied sich der Große Jäger für eine Rückkehr in den BDP, wo sich seine Stammesführer bald in der Landesführung der Landesmark Hessen engagierten, wobei sie das Ziel hatten, die Verbreitung bündischer Arbeitsformen zu fördern. Neuer Bundesführer wurde Alfred Stahl aus Hofgeismar. In diesen Jahren war der Große Jäger unter den Bezeichnungen „Bund Orion“, „Bund Großer Jäger“, „Gau Großer Jäger“ und gelegentlich auch „Gau Nordhessen“ bekannt.
In den Jahren ab 1952 wurde unter Mithilfe der Mitglieder ein Landheim bei Hofgeismar gebaut, das zum Zentrum der Aktivitäten des Bundes wurde. Die Bundesführung wechselte 1953 von Alfred Stahl zu Heinz-Hermann Otto und im darauf folgenden Jahr schließlich zu Horst Schweitzer aus Kassel.
In den Jahren 1955 bis 1957 wurden Jungen aus der DDR mit auf die Großfahrten genommen. Da diese Aktivitäten illegal waren, ist nur wenig Schriftliches darüber überliefert, sicher ist jedoch, dass 1955 acht Jungen mit auf Großfahrt gingen, einer davon sogar nach Korsika, was durch die Unterstützung des Hofgeismarer Landrates möglich wurde. 1956 waren mindestens zwei Jungen beteiligt, 1957 wohl nur einer.
1957 bis 1965 fanden sieben Freizeiten für Berliner Jungen statt; bei der ersten nahmen auch Jungen aus Ost-Berlin teil.
Dem in den 1950er Jahren zunehmenden Druck zur Vereinheitlichung im BDP begegneten die Großen Jäger mit Unverständnis und Widerstand. Den Forderungen nach der Einführung eines einheitlichen Halstuches, verpflichtenden Ausbildungslagern für angehende Sippenführer, dem Pflichtbezug des „Jungenleben“ (Bundeszeitung des BDP) und der Einordnung in die nach Landesmarken (Bundesländern) gegliederte Struktur des BDP beugte man sich nicht.

### 1958 bis 1970: Pfadfinderbund Großer Jäger
Die Auseinandersetzung mit dem BDP endete im Frühjahr 1958 mit der Aufnahme zweier Sippen aus Berlin in den Großen Jäger und dem gleichzeitigen Austritt aus dem BDP. Der nun selbständige Bund erhielt den Namen „Pfadfinderbund Großer Jäger“.
In den folgenden Jahren entwickelten die Großen Jäger ein eigenständiges und vielfältiges Bundesleben, dessen Höhepunkte waren das Troja-Lager 1961 auf Burg Ludwigstein, die Bundesfahrt mit 180 Jungen im Sommer 1963 nach Finnland und das Meißnerlager im Herbst 1963, an dessen Vorbereitung die Großen Jäger maßgeblich beteiligt waren. In der Folge des Meißnerlagers wirkte der Pfadfinderbund Großer Jäger maßgeblich an der Gründung des Ringes junger Bünde mit, dem er fast 50 Jahre lang angehörte. Kontakte bestanden in dieser Zeit vor allen Dingen zur Pfadfinderschaft Grauer Reiter, dem Pfadfinderbund Nordbaden und dem DPB.
Im Jahr 1965 setzte der damalige Bundesführer Horst Schweitzer gegen den Widerstand einiger Stämme den Bau des „Internates“ durch, eines Schülerwohnheimes, in dem etwa zwanzig Jungen auch im Alltag im Geist des bündischen Gedankens zusammenleben sollten. Der Konflikt, der sich daran entzündete, führte dazu, dass die Gegner des Baus den Bund verließen (drei Stämme mit über einem Drittel der damaligen Mitglieder) und sich als Jungenschaft Meißner dem Bund deutscher Jungenschaften anschlossen. Das Internat nahm zu Pfingsten 1966 den Betrieb auf. Doch fanden sich nicht ausreichend erwachsene Große Jäger, die bereit waren, das Projekt ehrenamtlich zu unterstützen, es war schwierig, ausreichend geeignete Schüler zu finden, und die Umsetzung des bündischen Zusammenlebens gelang auch nicht wie erwartet. Zudem erwies sich Horst Schweitzer zum pädagogischen Leiter des Internats als ungeeignet. 1969 wurde wegen sexueller Übergriffe Anzeige durch einen Sippenführer des Bundes erstattet, dem sich ein Junge anvertraut hatte. Schweitzer wurde als Internatsleiter abgelöst und im Juli 1970 schließlich aus dem Pfadfinderbund ausgeschlossen, da er sich nicht, wie gefordert, von den Jungengruppen fernhielt. Das Ermittlungsverfahren wurde später eingestellt. Das Internat wurde zunächst weiterbetrieben, im Jahr 1970 wurde allerdings die bündische Idee des Schülerwohnheimes aufgegeben, 1977 wurde es schließlich geschlossen.
Ende der 60er Jahre gerieten die Stämme zunehmend in Schwierigkeiten, einige lösten sich in den Jahren 1968–70 auf. Der Stamm Luchs schloss sich unter Führung des ausgeschlossenen ehemaligen Bundesführers Schweitzer dem Deutschen Pfadfinderbund (DPB) als Jungenschaft Luchs an und wurde später als Pfadfinderschaft Luchs selbständig.

### 1970 bis 1980
Mit der Übernahme der Bundesführung durch Frieder Luthardt begann ein umfassender Neuaufbau des Bundes, der sich in den Formen und Inhalten zum Teil an dem im Entstehen begriffenen BdP orientierte. 1974/75 wurde ein Anbau an das Landheim errichtet. Ab ca. 1974 wurde Alfred Stahl wieder Stammesführer der Schwarzen Panther in Hofgeismar. Ein großes Ereignis war das überbündische Treffen auf dem Allenspacher Hof 1977 mit über 1400 Pfadfindern aus dem Bundesgebiet.
Die frühen 1980er Jahre brachten eine erneute Annäherung an das bündische Gedankengut, eine Entwicklung, die jedoch nicht in allen Stämmen gleichermaßen zum Tragen kam.
Im Jahr 1985 wurde durch ein Feuer im Landheim das Dachgeschoss und das Erdgeschoss fast vollständig zerstört. Die daraus entstehenden Belastungen führten zu Konflikten zwischen den Stämmen. Es kam zu erheblichen Mitgliederverlusten.

### 1990 bis heute
1990 drohte aufgrund fehlender finanzieller Unterstützung und Mangel an Führungspersonal die Auflösung der Organisation. Einige "Alte Pfadfinder" und Eltern erklärten sich bereit, den Vorstand des Eltern- und Fördervereins Große Jäger zu übernehmen. 1992 wurde Sven Schäfer zum Bundesführer gewählt, die Aktivitäten wurden in Kassel, Hofgeismar und Bad Arolsen fortgeführt. Im Jahr 1994 wurde mit Zuschüssen des Landes Hessen erneut an das Landheim Hofgeismar angebaut, um die sanitären Anlagen zu vergrößern und zu modernisieren. Die Phase des Wiederaufbaus der Organisation fand im Jahr 1996 mit der Feier zum 50-jährigen Bestehen des Bundes ihren krönenden Abschluss. Ende desselben Jahres wurde Ulrich Köhler zum Bundesführer gewählt.
1999 wurde der Pfadfinderbund Großer Jäger ein eingetragener Verein.
Anlässlich des 60-jährigen Bestehens des Bundes im Jahr 2006 erschien ein Buch, das die Geschichte der Großen Jäger umfassend darstellt.
Nach jahrzehntelanger Isolation des Bundes wurden Kontakte zu anderen Bünden – wie der Pfadfinderschaft Grauer Reiter und der Pfadfinderschaft Luchs – wieder gepflegt. Die Pfadfinderschaft Luchs mit den Stämmen Friedensreiter (Münster) und Luchs (Kassel) schloss sich dem Pfadfinderbund Großer Jäger auf dem Pfingstlager 2011 an.
Im Jahr 2013 trat der Pfadfinderbund Großer Jäger nach fast 50 Jahren aus dem Ring junger Bünde aus.

## Orte, in denen es Große Jäger gab oder gibt
- Zierenberg: Sippe Hirsche (1945–49)
- Hofgeismar: Stamm Schwarzer Panther (seit 1946), Stamm Tiger (1946–1954), Stamm Wildkatzen (1947–51), Stamm Eisbären (1947–51), Stamm Jaguar (1947–49), Stamm Luchs/Hofgeismar (1968–70)
- Hann. Münden: Stamm Junge Kameradschaft (1947–65), Stamm Regenpfeifer (seit 1965)
- Kassel: Stamm Luchs (1948–70, 2011–2019), Stamm Bären (1948–57), Stamm Drachen (1948–52), Stamm Silberfuchs (seit 1951), Stamm Störtebeker (1953–55), Stamm Freibeuter (1966–70), Stamm Wilhelm Busch (1971–76)
- Marburg: Stamm Werwolf (1950–63)
- Bonn: zugehörig zum Stamm Luchs/Kassel (1952–59)
- Bad Arolsen: Stamm Walter Flex (1956–62), Stamm Hohenstaufen (seit 1962)
- Korbach: zugehörig zum Stamm Hohenstaufen/Arolsen (1963–66, 1967–79), Stamm Argonauten (1966–67)
- Rotenburg an der Fulda: Stamm Geusen (1958–65)
- Berlin: Stamm Mark Brandenburg (1958–77)
- Hamburg: Stamm Hanseaten (1965–67)
- Münster: Stamm Friedensreiter (seit 2011)
- sowie zahlreiche kleinere nordhessische Ortschaften

## Bekannte Mitglieder
Es werden nur solche Mitglieder hier aufgelistet, die längere Zeit Mitglied waren und die zumeist auch Aufgaben im Pfadfinderbund Großer Jäger übernommen hatten.
- Heiner Boehncke, Germanist
- Hermann Büsing, Archäologe
- Hartwig Freiesleben, Physiker
- Uwe Geese, Kunst- und Kulturhistoriker, Autor
- Andreas Guski, Professor am slawischen Seminar Basel
- Helmut Kyrieleis, Archäologe
- Burkhard Müller-Using, Forstwissenschaftler
- Udo Schlitzberger, ehemaliger Landrat des Landkreises Kassel
- Dietrich Splettstößer, Professor für Wirtschaftsinformatik
- Hans-Ulrich Thamer, Historiker
- Peter Vollmer, Kabarettist
- Armin von Wietersheim, Oberst im Generalstab, Rechtsritter des Johanniterordens